# 로듐
로듐(←영어: Rhodium 로디엄[*], 문화어: 로디움←독일어: Rhodium 로디움[*])은 화학 원소로 기호는 Rh(←라틴어: Rhodium 로디움[*])이고 원자 번호는 45이다. 전이 금속에 속하는 은백색의 단단한 희유 원소이다. 자연에서는 순수한 형태로 발견되거나 백금족 원소들과 함께 산출되며, 백금 합금에 촉매로 쓰인다. 가장 희귀하고 비싼 귀금속 중의 하나이다.
로듐은 귀금속의 일종으로 부식에 견디는 성질이 있으며 주로 백금족 원소들과 함께 백금 광석이나 니켈 광석에서 산출된다. 1803년 영국의 화학자 윌리엄 하이드 울러스턴이 이들 광석에서 처음으로 발견하였으며 로듐을 왕수에 녹이면 생성되는 염화 로듐의 붉은색에서 이름을 붙였다.
세계 로듐 생산량의 80% 정도는 차량의 촉매 변환 장치에 사용된다. 로듐은 부식에 강하고 반응성이 낮기 때문에 백금이나 팔라듐 등과의 합금 형태로 도금에 사용된다. 원자로에서 중성자의 양을 측정하는 검출기에도 로듐이 들어간다.

## 역사
로듐은 1803년 윌리엄 하이드 울러스턴이 발견하였다. 남아메리카에서 발견된 백금 광석을 분석하는 과정에서 팔라듐과 로듐을 연달아서 분리한 것이다. 그는 백금 광석을 왕수에 녹인 후 이를 수산화 나트륨으로 중화시키고 염화 암모늄을 이용하여 백금을 분리하였다. 광석에 포함된 구리, 납, 팔라듐, 로듐 등은 아연과 반응하여 침전물을 생성하는데 이를 다시 묽은 질산에 반응시키면 팔라듐과 로듐만이 남는다. 여기에 다시 왕수와 염화 나트륨을 가하면 적갈색의 로듐 화합물이 침전물로 남게 되는데(Na3[RhCl6].H2O) 이를 다시 에탄올로 씻어내자 로듐이 아연으로 치환되어 순수한 로듐을 얻을 수 있었다. 이때 생성되는 침전물의 색깔에서 ῥόδον(rhodon, 그리스어로 '장미'라는 뜻)에서 '로듐'이라는 이름을 따온 것이다.
로듐은 발견 이후 한동안 널리 쓰이지 않다가 부식을 방지하거나 장식을 위한 목적으로 도금에 사용되기 시작하였다. 이후 한 자동차 제조업체에서 로듐을 촉매 변환 장치에 사용하기 시작하면서부터 그 수요가 급격하게 늘어났다.

## 특성
로듐은 단단한 은백색 금속으로, 반사율이 높다. 순수한 로듐은 가열해도 산소와 반응하지 않는다. 일반적인 상태에서는 녹는점 근처에서만 산소를 흡수하지만 다시 냉각시키면 다시 산소를 내놓는다. 백금보다는 녹는점이 높고 밀도가 낮으며, 왕수를 제외한 대부분의 산과는 반응하지 않는다.
주기율표의 9족에 속하지만 같은 족 원소들과는 다른 전자배치를 갖는다. 최외각 전자껍질의 전자수가 같은 족 원소들과는 다르다(코발트 2개, 로듐 1개, 이리듐 2개). 이러한 현상은 이웃한 나이오븀, 루테늄, 팔라듐에서도 찾아볼 수 있다.
0에서 +6까지의 산화 상태를 가질 수 있으며, 이 중 가장 흔한 것은 +3이다.

## 동위 원소
자연에 존재하는 로듐의 안정한 동위원소는 103Rh 하나뿐이다. 반감기가 가장 긴 방사성 동위원소는 101Rh가 있으며 반감기가 3.3년이다. 이외에 원자량 93에서 117까지 총 22종류의 방사성 동위원소가 존재한다.

## 존재
로듐은 지각에서 가장 희귀한 원소 중 하나로, 약 0.2ppb 정도 함유된 것으로 추정된다.
자연에서는 주로 팔라듐, 은, 백금, 금 등과 함께 섞인 상태로 산출된다. 주 생산지는 남아프리카 공화국, 러시아, 캐나다 등이다. 원자로에서 우라늄-235의 핵분열 산물로 생성되기도 하지만 그 추출이 매우 비싸고 복잡하기 때문에 아직은 실용적인 목적으로 생산하지는 않는다.

## 용도

### 촉매
2012년 기준으로 세계 로듐 생산량의 약 81%는 차량의 촉매 변환 장치에 사용되었다. 로듐은 다른 백금족 원소에 비해 질소 산화물을 환원시켜 질소와 산소로 분해하는 능력이 뛰어나다.
2NOx → xO2 + N2
또한, 로듐을 주성분으로 하는 촉매는 공업적인 용도로 많이 사용된다. 예를 들어 메탄올의 카보닐화를 통한 아세트산 생산, 일부 실리콘고무의 생산, 벤젠의 환원을 통한 사이클로헥세인의 생산 등에 사용된다.

### 장신구
로듐은 그 자체로 귀금속으로 인지되어 주얼리나 그 주변을 장식하는 용도로 많이 사용된다. 화이트골드나 백금에 전기도금하여 광택을 더 극대화시킬 수 있다. 이 때 도금한 로듐은 시간이 지나면서 자연스레 떨어져나간다. 스털링 실버에 씌워 변색을 방지하기도 한다. 로듐의 녹는 점이 높고 경도가 높아 가공이 그렇게 경제적이지 못하기 때문에 순수한 로듐만을 주얼리로 사용하는 경우는 거의 없다. 다른 도금방법이 아닌 전기도금만 사용하는 이유도 이러한 까닭이다.
로듐은 일반적인 금속보다 더 광택이 뛰어난 까닭에 특별한 상황에서 자주 쓰인다. 대표적으로 1979년에 기네스북은 폴 매카트니에게 로듐으로 만든 디스크를 수여했다.

### 기타
이외에 로듐은 장신구, 보석, 전기 도금, X선 촬영, 중성자 검출기 등에 사용된다.

## 주의사항
로듐은 귀금속이므로 순수한 로듐은 체내에 흡수되어도 아무 해가 없다. 그러나 일부 수용성의 로듐 화합물은 눈에 자극을 주거나 중추 신경계에 손상을 입힐 수 있으며 천식을 일으킬 수도 있다.　다른 귀금속들과 마찬가지로 생물체 내에서의 역할은 없는 것으로 알려져 있다.

## 같이 보기
- 지금형 주화
- 분류:로듐 화합물